# 灌南县
灌南县在中国江苏省北部，为中国江苏省下辖县，现由连云港市代管。1958年灌云县的九个乡镇与涟水县的五个乡，合并组建灌南县。縣人民政府駐新安鎮人民西路1號。区域总面积为1,028.41平方公里。

## 历史沿革
辛亥革命后（1913年）在东海县南部置灌云县，今灌南县新安镇以北地区均属其辖地。1957年11月由灌云县的曙红、海亭、李集、张店、三口、新安、陈集、苏光、树德9个乡（镇）和涟水县的六塘、花园、新集、百禄5个乡合并成立新安行政办事处；1958年3月置灌南县，县政府驻新安镇，设14个乡（镇），因地处灌云之南，境内有灌河而得县名，属淮阴行政专员公署。

## 行政区划
灌南县下辖11个镇：
新安镇、堆沟港镇、北陈集镇、张店镇、三口镇、孟兴庄镇、汤沟镇、百禄镇、田楼镇、新集镇和李集镇。

## 人口
根據第七次全国人口普查數據，截至2020年11月1日零時，灌南縣常住人口為612345人。

## 交通
- 228国道、 233国道过境。
- 连镇铁路：灌南站

## 方言
属江淮官话洪巢片。文化上贴近灌云县。

## 特產
汤沟酒、毛脸凉粉、有机浅水藕、紫花苦菜。

## 著名景點
二郎神文化遗迹公园、硕项湖、海西公园、灌河、灌南县烈士陵园。